# Murilo Zauith
Murilo Zauith, né le 17 juillet 1950 à (État de São Paulo), est un homme politique et homme d'affaires brésilien, affilié à l'Union du Brésil, actuellement, il est vice-gouverneur du Mato Grosso do Sul.
Homme d'affaires de la ville de Dourados, il est propriétaire du Centre universitaire de Grande Dourados (Unigran), l'un des plus grands collèges du Mato Grosso do Sul.

## Carrière politique
Il a été député d'État pendant deux mandats (1995 - 1999/1999 - 2003) et député fédéral pendant un (2003 - 2007). Il s'est présenté à la mairie de Dourados en 2000 et 2008, lorsqu'il a été remporté par Laerte Tetila et Ari Artuzi, respectivement. Il est élu lieutenant-gouverneur en 2006, aux côtés d' André Puccinelli.
Il a contesté les élections au Sénat en 2010, se classant troisième, avec 21,61% des voix, derrière Delcídio do Amaral du Parti des travailleurs (PT) et Waldemir Moka, du Parti du mouvement démocratique brésilien (PMDB).
Lors de la troisième tentative, il est élu maire de la ville de Dourados, avec 80,06% des suffrages valables, obtenant un total de 70 906 voix ; réélu aux élections de 2012.
Aux élections de 2018, il est de nouveau élu vice-président, cette fois avec Reinaldo Azambuja. L'année suivante, il devient secrétaire d'État aux Infrastructures.